# Hussenhofen
Hussenhofen ist ein Stadtteil von Schwäbisch Gmünd in Baden-Württemberg. Zu ihm gehören auch der Wohnplatz Hirschmühle, der Weiler Zimmern, das Gehöft Birkhof und der Weiler Burgholz.

## Geographie

### Geographische Lage
Hussenhofen liegt etwa 4 km östlich von Schwäbisch Gmünd im Tal der Rems auf einer niederen, schmalen Terrasse. Der historische Ortskern liegt am rechten Flussufer. Nördlich des Ortes bildet der Steilhang zu den Ausläufern der Welzheim-Alfdorfer Liasplatten die natürliche Siedlungsgrenze.
Im Norden grenzt Hussenhofen an Herlikofen. Nordöstlich liegt die Gemeinde Iggingen, östlich Böbingen an der Rems und südlich die Schwäbisch Gmünder Stadtteile Bargau und Bettringen. Im Westen schließlich grenzt die Stadt Schwäbisch Gmünd an Hussenhofen.

## Geschichte

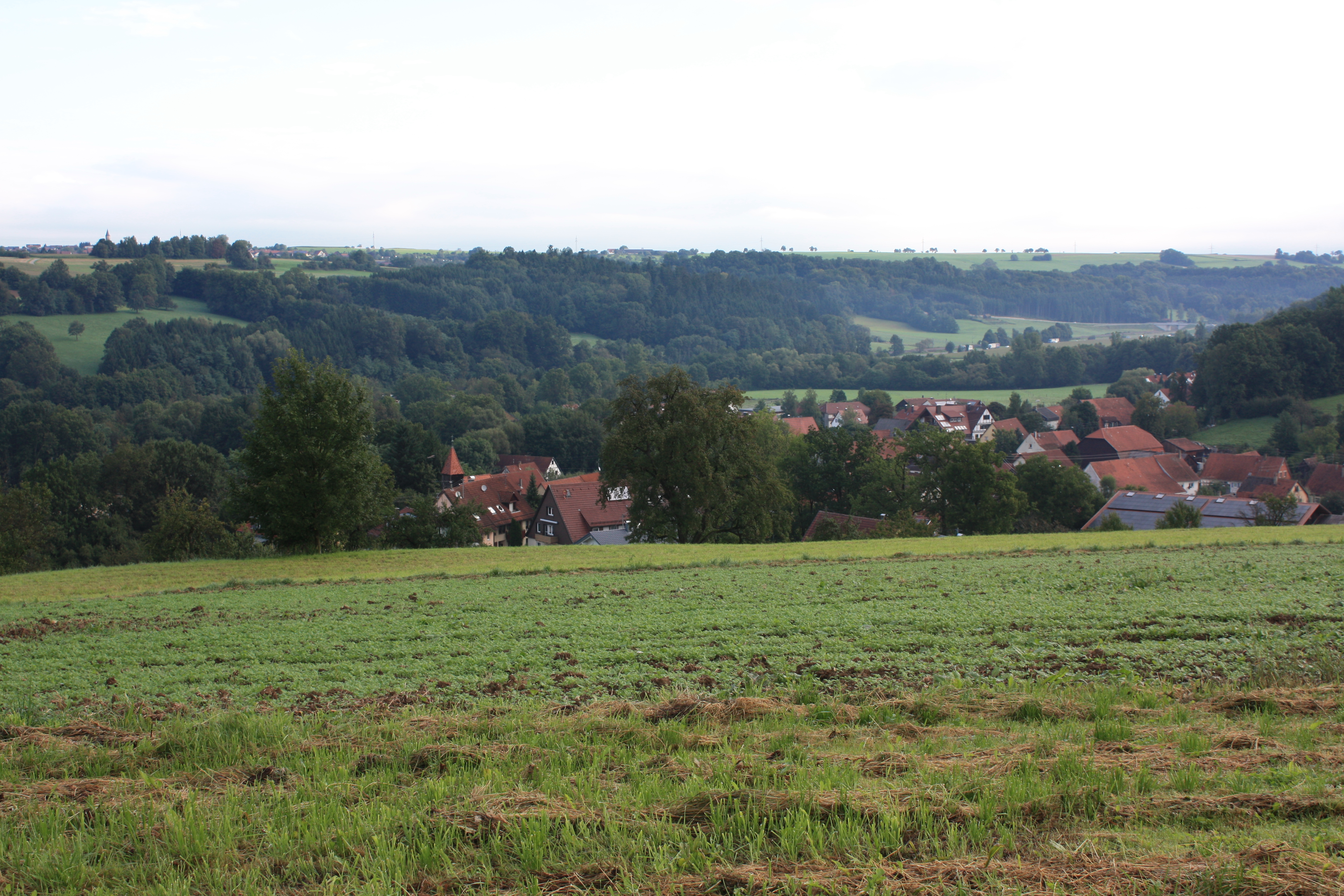
Ortsteil Zimmern

Hussenhofen wird 1250 erstmals urkundlich erwähnt, als ein Gmünder Bürger seinen Hof in „Hvzzenhovin“ an das Kloster Gotteszell verkauft. Nachdem 1557 die Reichsstadt Gmünd vier Güter von den Erbschenken von Limpurg kaufte, stand der ganze Ort unter Gmünder Herrschaft und gehörte fortan zum reichsstädtischen Amt Bettringen. 1802 kam Hussenhofen mit Gmünd zu Württemberg und wurde mit Zimmern dem Schultheißenamt Böbingen zugeschlagen. 1819 kam es zur neugebildeten Gemeinde Herlikofen. Zimmern und Hirschmühle werden erst 1938 von Oberböbingen nach Herlikofen eingemeindet. Am 1. Januar 1969 wurden Hussenhofen, Zimmern, Hirschmühle und Burgholz zusammen mit Herlikofen nach Schwäbisch Gmünd eingemeindet.

### Wappen und Flagge
Der damalige Herlikofener Ortsteil Hussenhofen führte vor seiner Eingemeindung nach Schwäbisch Gmünd kein eigenes Wappen.
Auch der heutige Stadtteil Hussenhofen führt kein offizielles, vom Innenministerium verliehenes Wappen. Jedoch wird bei feierlichen Anlässen, z. B. der Amtseinsetzung des Oberbürgermeisters, eine eigene Fahne mit aufgelegtem Wappen für den Stadtteil gezeigt. Auch auf den Ortsbegrüßungsschildern ist das Signet abgebildet. Das Wappensignet zeigt einen schreitenden Hahn in natürlichen Farben auf goldenem Grund. Der Hahn ist eine gemeine Figur und spielt als redendes Wappen auf den Ortsnecknamen Remsgöckel an.
Bereits 1947 ließ der Gastwirt des Gelben Hauses in Hussenhofen durch den einheimischen Künstler Emil Oker ein in Messing geschlagenes „Wappen“ anfertigen, das einen Hahn auf einem Berg zeigte. Ein Ritter, der auf die mittlerweile überholten Vorstellung eines Ritters Huho oder Husso in der Gemarkung Benzfeld anspielte, diente dabei als Schildhalter. Umschrieben war die Messingplakette mit „Gemeinde Hussenhofen“. Damit sollte eine Selbständigkeit als Gemeinde und Loslösung von Herlikofen signalisiert werden.
Die Flaggenfarben sind rot-weiß, die Stadtfarben von Schwäbisch Gmünd.
Das Wappensignet wurde vom Hussenhöfer Hermann Kugler gestaltet und vom damaligen Oberbürgermeister Gerhard Rembold im Jahr 2000 aus Anlass des 750-jährigen Ortsjubiläums verliehen. Im Oktober 2012 lehnte der Ortschaftsrat Hussenhofen einstimmig den Änderungsvorschlag einer freischaffenden Künstlerin ab, die das Signet in heraldisch korrekter Form gestalten wollte.
Der zu Hussenhofen gehörende Ortsteil Zimmern führt ein eigenes Wappensignet. Allerdings wird dies bei offiziellen Anlässen nicht auf die Flagge aufgelegt.

## Verkehr

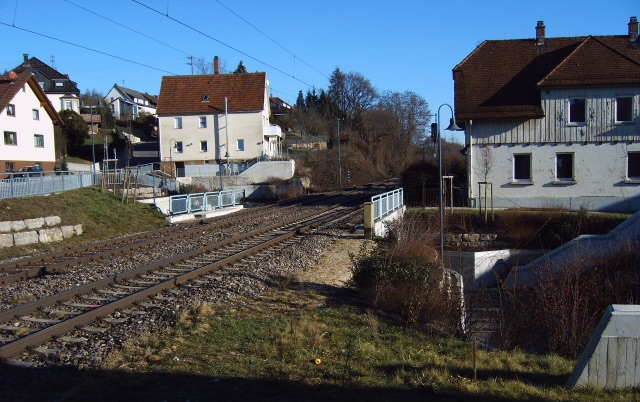
Bereich der ehemaligen Haltestelle Hussenhofen

Die Bundesstraße 29 führt durch den Ort.
Am 13. Mai 1889 erhielt Hussenhofen eine Haltestelle der Remsbahn, seit 1902 mit einer Güterstelle. Am 18. April 1975 wurde die Bahnstation Hussenhofen stillgelegt.

## Vereine
Größere Vereine bilden der 1896 ursprünglich als Männerchor gegründete Gesang- und Musikverein Cäcilia Hussenhofen und der 1903 in Zimmern gebildete Sängerkranz Zimmern.
Die Fußballer des 1925 gegründeten Sportverein Hussenhofen erreichten 1963 das Endspiel um den WFV-Pokal.
Ebenso sind ein Tennisclub, ein Kleintierzucht-, Fischerei- und ein Schützenverein im Ort beheimatet.

## Regelmäßige Veranstaltungen
Seit ungefähr 1800 ist das Sträublesfest in Hussenhofen belegt, das jährlich Anfang September stattfindet. Es ist mit der Marienwallfahrt zur heute zu Böbingen gehörenden Kapelle Beiswang verbunden.